# Kasungu-Nationalpark

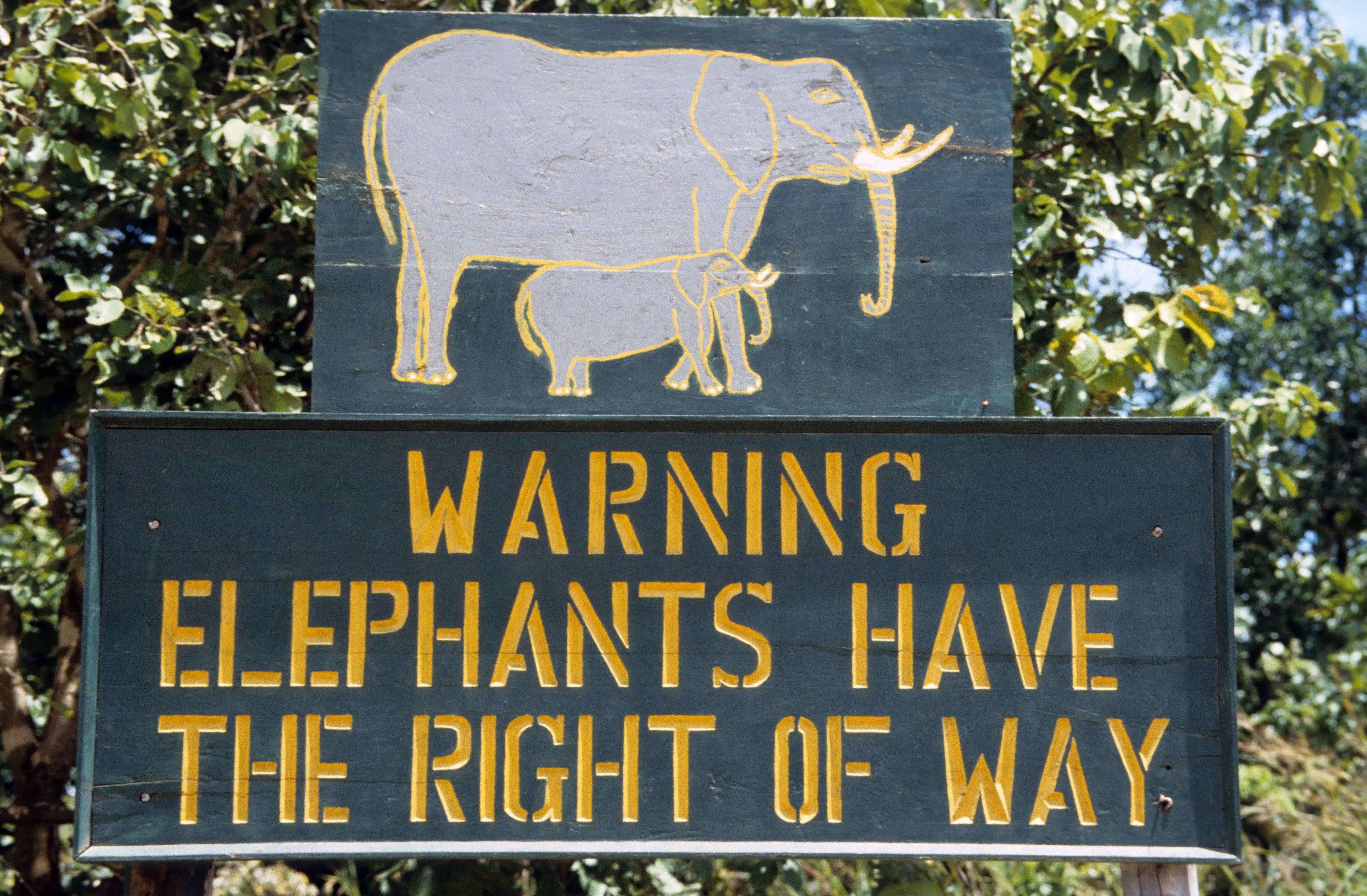
Schild im Nationalpark

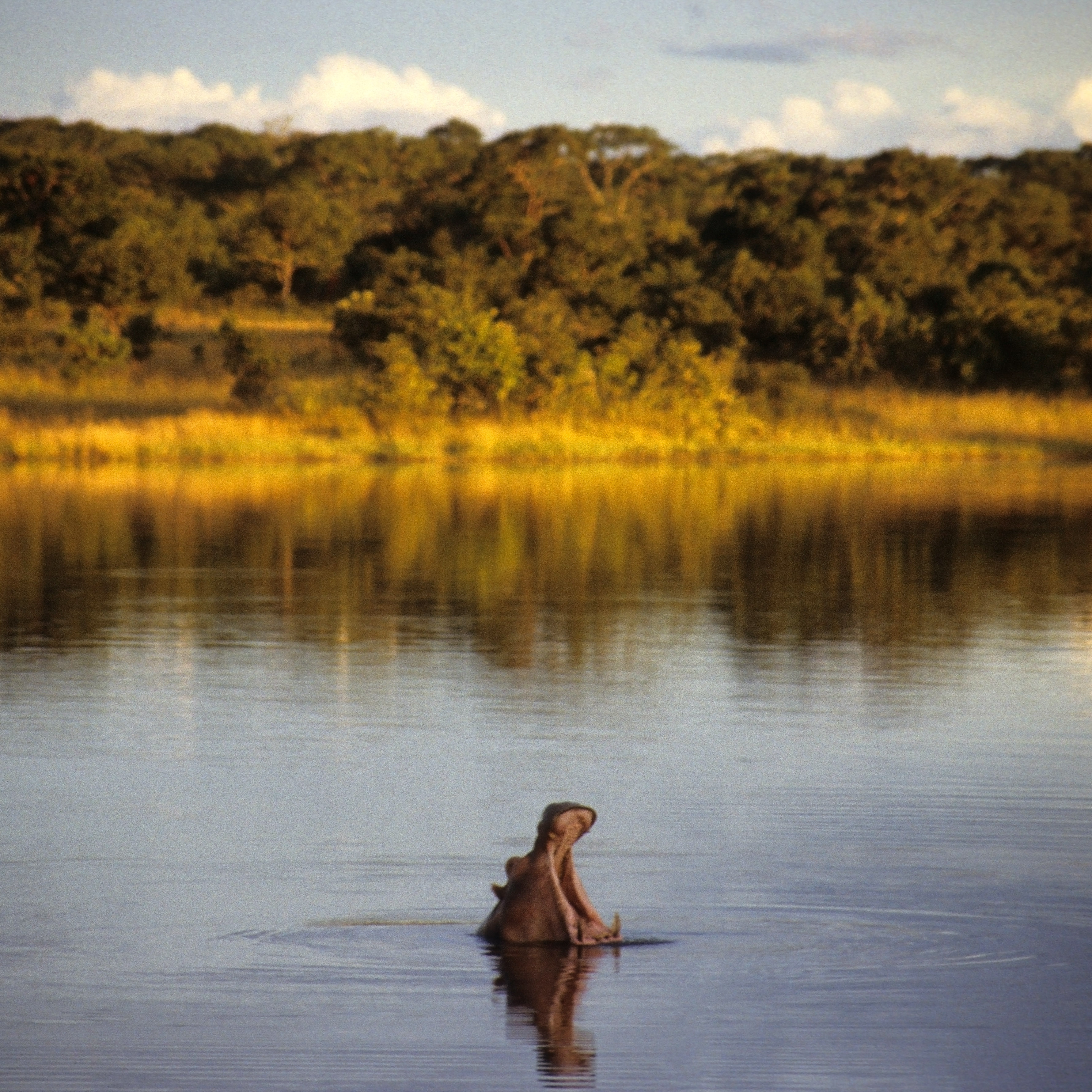
Gähnendes Flusspferd

Der Kasungu-Nationalpark (englisch Kasungu National Park), auch Kazungu-Nationalpark geschrieben, ist mit 2316 km² der zweitgrößte Nationalpark Malawis. Er ist etwa 160 Kilometer nordwestlich der Hauptstadt Lilongwe an der Grenze zu Sambia gelegen und nach der nahe gelegenen Stadt Kasungu benannt. Der Jahresniederschlag im Park variiert zwischen 750 und 1000 mm.

## Landschaft und Vegetation
Der Park liegt auf 1000 bis 1340 Metern Höhe über dem Meeresspiegel und ist charakterisiert durch eine vielgestaltige Landschaft. Dominierend ist dichtes Miombo-Buschland, welches geprägt ist von einzelstehenden, markanten Felsen bzw. Inselbergen besonders im Zentralteil und einer imposanten Hügelkette im nordöstlichen Randgebiet an der Grenze zu Sambia. Über drei Viertel des Parkes sind Hochebene, der Rest sind Täler entlang der von Osten nach Westen verlaufenden Flüsse wie Dwangwa und Lingadzi. Der Kasungu-Nationalpark wird von mehreren temporären Flüssen durchzogen, die in der Trockenzeit fast völlig austrocknen und in ihrem Überflutungsbereich die sogenannten Dambos bilden, offene Graslandschaften entlang der Flussläufe. Zentral gelegen ist ein mehr als 1 Kilometer langer Damm, an dem sich die in den 1970er Jahren erbaute Lifupa Lodge befindet.
Auf der Hochebene wächst Wald aus Brachystegia- und Julbernardia-Arten, darunter Julbernardia globiflora. Entlang des Dwangwa und einiger größerer Nebenflüsse wachsen unter anderem Langfäden und Myrobalanen. Relativ dichtes Hyparrhenia-Grasland grenzt an manchen Stellen an die Flüsse.

## Fauna
Die Tierpopulation besteht aus den meisten im südlichen Afrika vorherrschenden Spezies einschließlich Elefanten, Büffeln, Steppenzebras und einer großen Vielfalt an Antilopen wie Rappen-, Pferde-, Kuh- und Elenantilope sowie Großer Kudu, Großriedbock, Impala, Ellipsen-Wasserbock, Kronenducker, Sharpe-Greisbock und Bleichböckchen. Außerdem leben im Park Warzenschweine, Pinselohrschweine, Bärenpaviane und Grüne Meerkatzen. An Raubtieren sind Leopard, Tüpfelhyäne, Streifenschakal, Serval und Gepard vertreten. Die Vogelpopulation wird auf über 300 verschiedene Spezies geschätzt, darunter der Klunkerkranich.
Der Kasungu-Nationalpark war einst berühmt für seinen Wildreichtum, vor allem für die riesigen Büffel- und Elefantenherden. Vor allem im Zentrum des Parkes waren die Lebensbedingungen für Elefanten ideal. Dieses Bild hat sich jedoch seit den 1980er Jahren grundlegend gewandelt; aufgrund der andauernden Wilderei haben sich die Bestände stark dezimiert und Elefanten, die den Park Richtung Osten verließen, wurden wegen Schäden an der Landbebauung abgeschossen. Von den einst bis zu 2000 Elefanten lebten 1985 noch 800 bis 1000 und 2015 nur noch gut 50. Spitzmaulnashorn, Löwe und Afrikanischer Wildhund sind völlig ausgerottet.
Dennoch bietet der Park nach wie vor riesige unberührte Wildnisgebiete und vor allem in der Trockenzeit entlang der Dambos zu beobachtende Tiere. Besonders von August bis Dezember, wenn die Flüsse im Park austrocknen, können viele Wildtiere, allen voran Elefanten, direkt am Damm beobachtet werden.

## Tourismus
In den 1980er Jahren hatte der Kasungu-Nationalpark etwa 4000 Besucher pro Jahr. Er bietet etwa 120 Kilometer Wege zur Tierbeobachtung und in der Nähe der Verwaltung eine Landebahn für kleinere Flugzeuge. Der Tourismus im Park wird von der zentral gelegenen Lifupa Lodge aus verwaltet. Diese ist seit 2005 unter neuem Management und wurde seitdem grundlegend renoviert. Sie ist komplett grasgedeckt und bietet Übernachtungsmöglichkeiten, eine Bar und ein Restaurant. Es werden sowohl Übernachtungen in komfortablen 2- und 3-Bett-Hütten als auch in rustikalen Buschhütten und Safarizelten angeboten. Letztere sind auf einer separaten Campsite gelegen, die auch eine großzügige Lounge, eine Küche und sanitäre Anlagen bietet. Von der Lifupa Lodge aus können Safaris zu Fuß oder mit dem Auto gebucht werden. Als besondere Attraktion können Tageslizenzen zum Angeln im Lifupa-Damm (Lifupa Dam) erworben werden.

## Geschichte
Der Kasungu-Nationalpark bietet einige historische Sehenswürdigkeiten. Felsmalereien in den Solonje-Hügeln und Überreste von Eisenschmelzöfen im Norden zeugen von der jahrhundertealten Besiedlung des Gebietes.
1922 wurde das Gebiet als Maßnahme gegen Tsetsefliegen zum Waldreservat (forest reserve) erklärt. Den Status eines Wildreservates (game reserve) erhielt es 1930 und 1970 wurde es zum Nationalpark erklärt. Eine Pufferzone von etwa 160 km² an der südöstlichen Parkgrenze wurde 1977 eingerichtet und mit einem 8 Kilometer langen solarbetriebenen Elektrozaun versehen. Dennoch gibt es immer wieder Konflikte zwischen aus dem Nationalpark wandernden Tieren und Kleinbauern, die in der Nähe Tabak anbauen.
2004 wurde ein Vertrag zwischen Malawi und dem angrenzenden Sambia zur Einrichtung eines grenzüberschreitenden Schutzgebietes geschlossen. Die formelle Umsetzung folgte 2015. Zusammen mit dem Lukusuzi-Nationalpark in Sambia und einem Korridor ohne Schutzstatus dazwischen bildet der Kasungu-Nationalpark nun ein grenzüberschreitendes Schutzgebiet im Rahmen der Peace Parks. Gemeinsame Maßnahmen gegen Wilderei werden mit finanzieller Unterstützung der GIZ und der Peace Parks Foundation unternommen.